# Eric Da Re
Eric Da Re, född 3 mars 1965 i Los Angeles, Kalifornien, är en amerikansk skådespelare. Han är mest känd för rollen som Leo Johnson i TV-serien Twin Peaks (1990–1991) och prequelfilmen Twin Peaks: Fire Walk with Me (1992). Han är son till skådespelaren Aldo Da Re (mer känd som Aldo Ray) och rollsättaren Johanna Ray.